# Шереметевский проспект
Шереме́тевский проспе́кт (до ноября 2012 года — проспе́кт Фри́дриха Э́нгельса) — одна из центральных улиц города Иваново. Начинается от площади Революции, пересекает реку Уводь через Соковский мост и заканчивается около железнодорожного вокзала на площади Генкиной.

## История
Первоначально улица носила название Большая Шереметевская улица в честь рода Шереметевых, которые владели селом Иваново с 1743 года (1899 год ввода прежнего названия). Так назывался отрезок нынешнего проспекта от реки Уводь до площади Генкиной.
В 1918 году улица была переименована в «улицу Фридриха Энгельса». В 1960 году продлена за счёт присоединения к ней улицы Ленина (участок от улицы 10-го Августа до реки Уводь, ранее носила названия 12-го Декабря, Бубнова, Соковская, Литейная; до революции 1917 года участок от 10-го Августа до Садовой назывался Петровской улицей). В 1936 году по улице пущен трамвай (ликвидирован в 2007 году). В 1971 году проезжая часть была расширена, и по улице пущен троллейбус. В 1979 году улица Фридриха Энгельса стала проспектом.
31 октября 2012 года депутаты Ивановской городской думы на пленарном заседании приняли решение переименовать «проспект Фридриха Энгельса» в «Шереметевский проспект».

## Архитектура
Вдоль проспекта расположено много примечательных зданий:
- Музей сыра
- Бывшая гостиница «Центральная»
- Стоматологическая поликлиника № 1 (бывшая Губстрахкасса)
- Корпуса Ивановского государственного химико-технологического университета
- Ивановская государственная медицинская академия
- Текстильный институт Ивановского государственного политехнического университета
- Ивановская областная научная библиотека
- Студенческие общежития
- Областное училище культуры (бывший Дом политического просвещения)
- Казанская старообрядческая церковь (бывшая Соковская мануфактура)
- Здание Кранбанка (бывший кинотеатр «Мир»)
- Ресторанно-гостиничный комплекс Шереметев Парк-Отель[5].
- Здание «Союза промышленников и предпринимателей» (бывший Драматический театр)
- Кинотеатр «Современник» (см. Кинотеатры Иванова)
- Бывший Дом быта, ныне торговый центр
- Магазины торговых сетей «Эльдорадо» и «Перекрёсток» (бывший центральный универмаг)
- Ресторан быстрого питания «McDonald’s»
- Офисное здание МТС (бывший ресторан «Витязь»)
- Свято-Введенский монастырь («Красная церковь»).
- Текстильный бизнес-центр «Главк»
- Дворец игровых видов спорта (ранее на его месте располагался трамвайный парк, позже троллейбусный № 2, снесён в 2012 году)

## Галерея

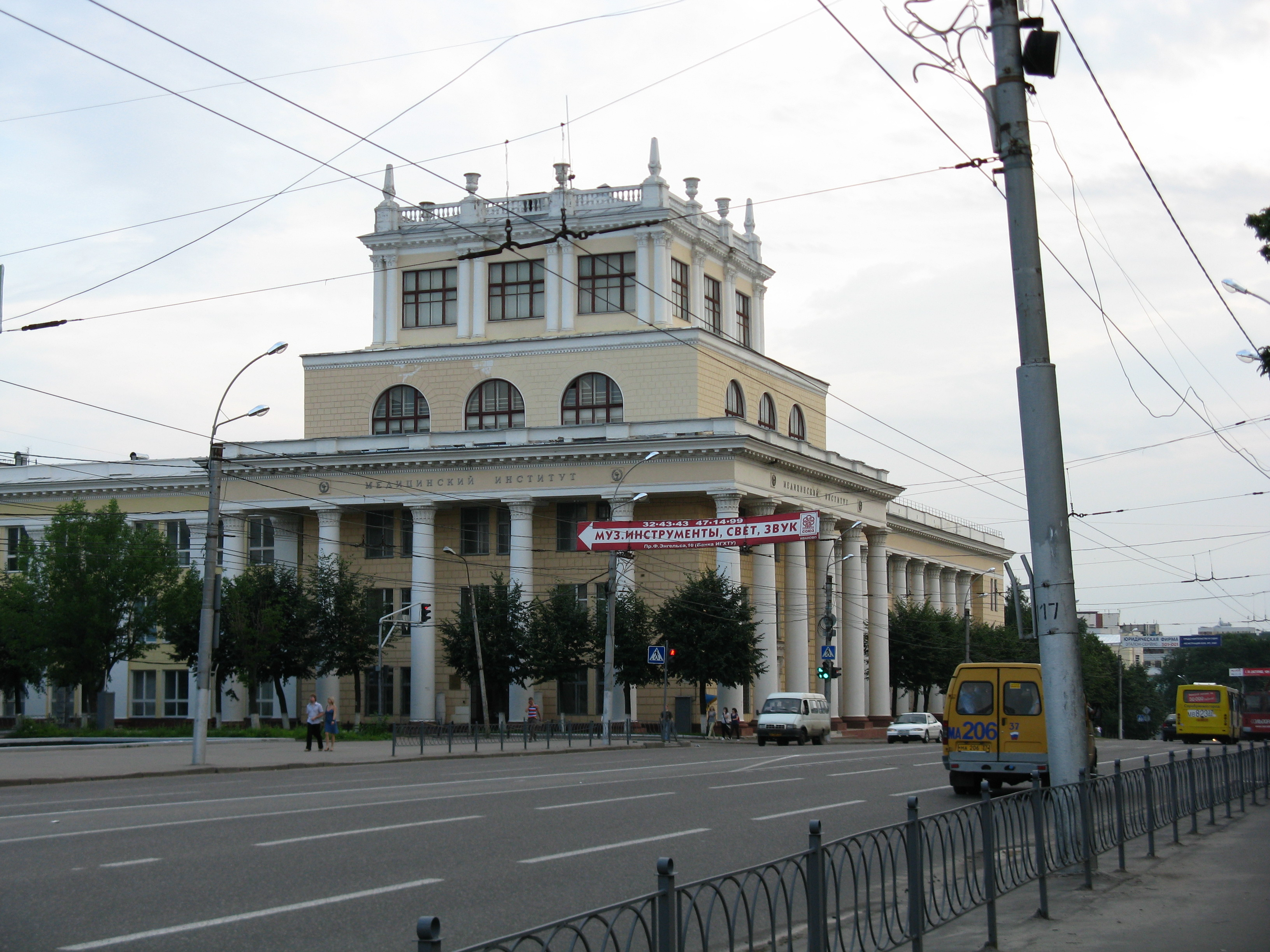
Медицинская академия
Памятник Фёдору Афанасьеву
Памятник Сергею Есенину
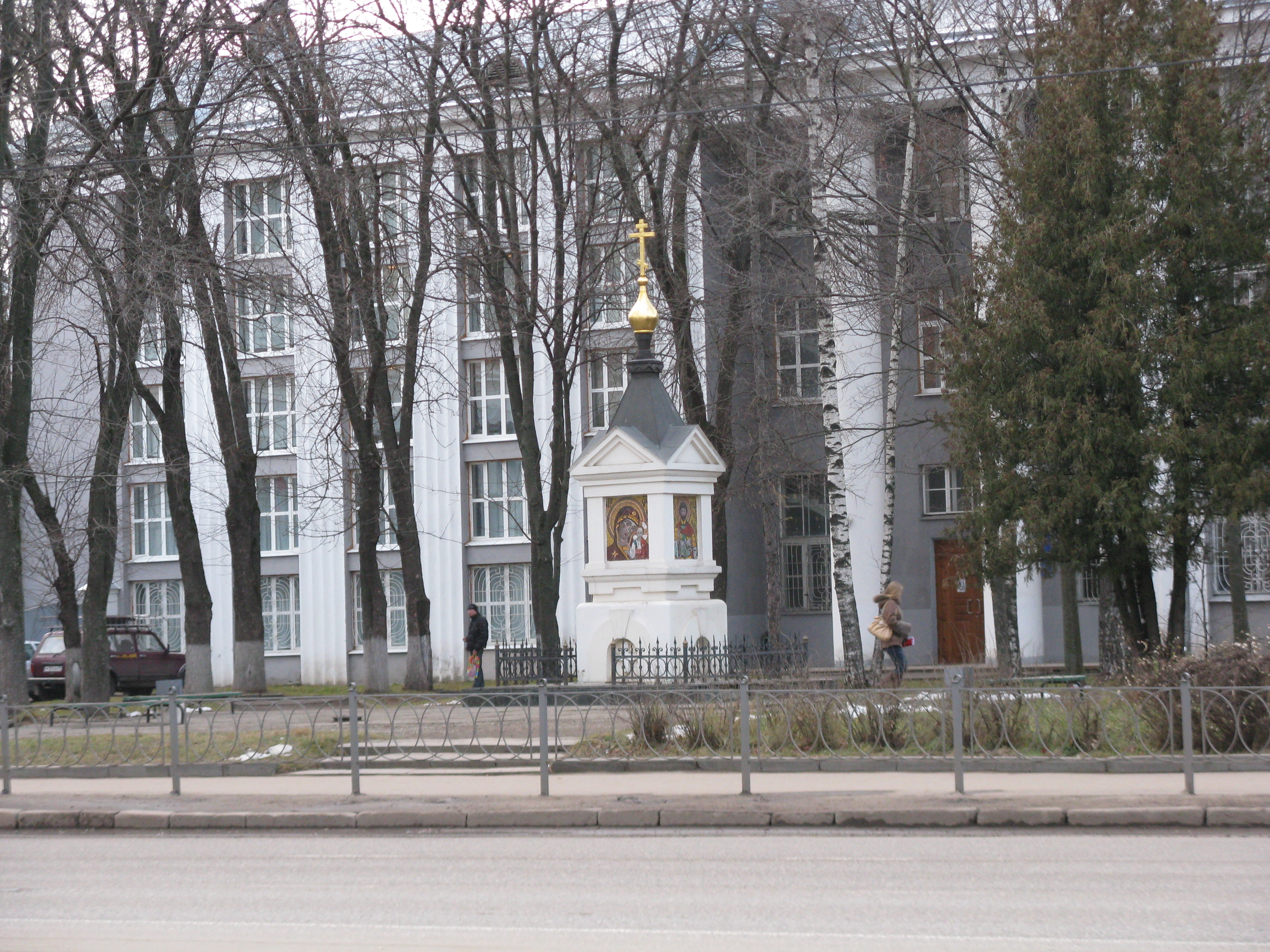
Часовня Александра Невского
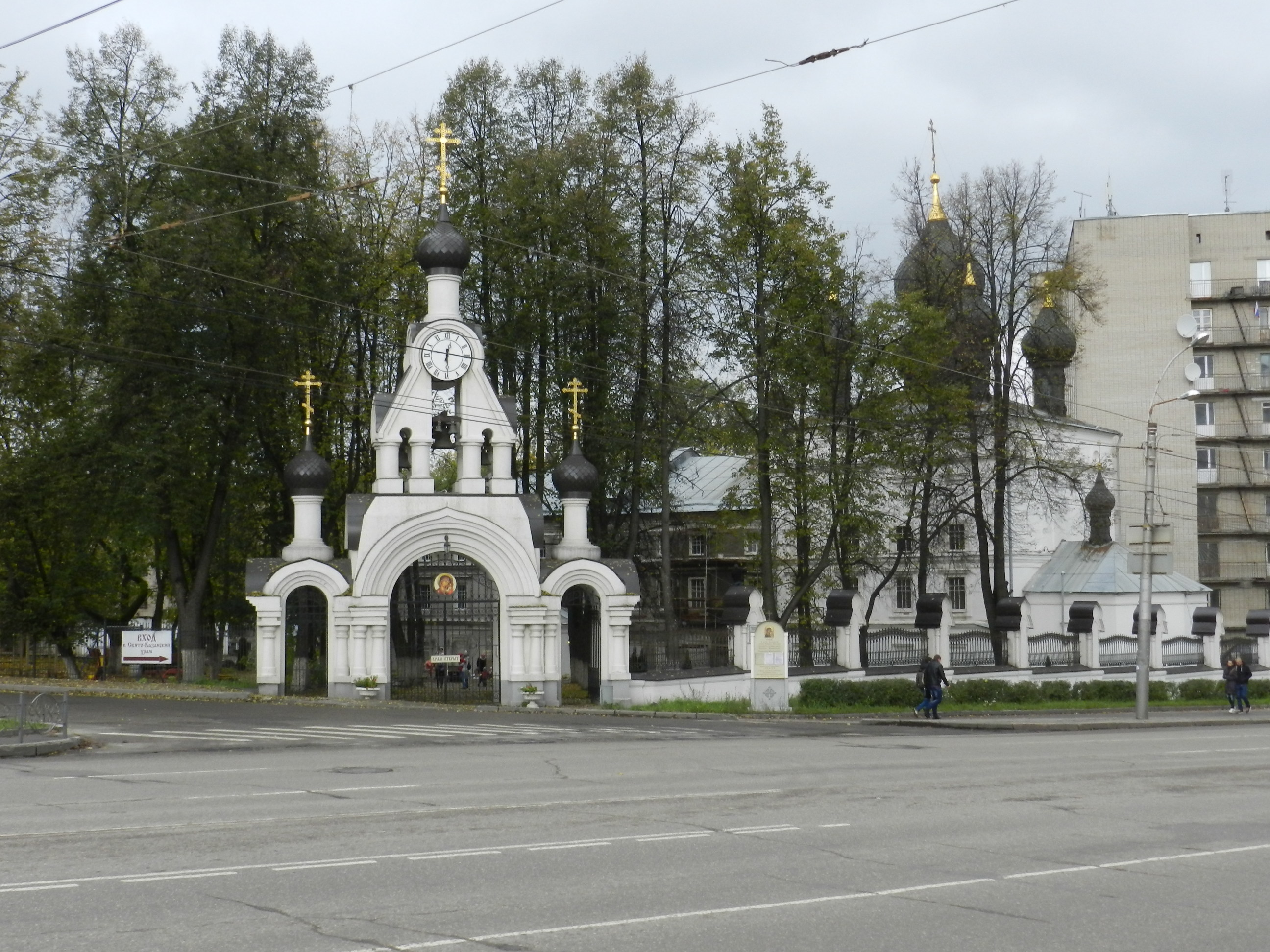
Храм Казанской иконы Божией Матери
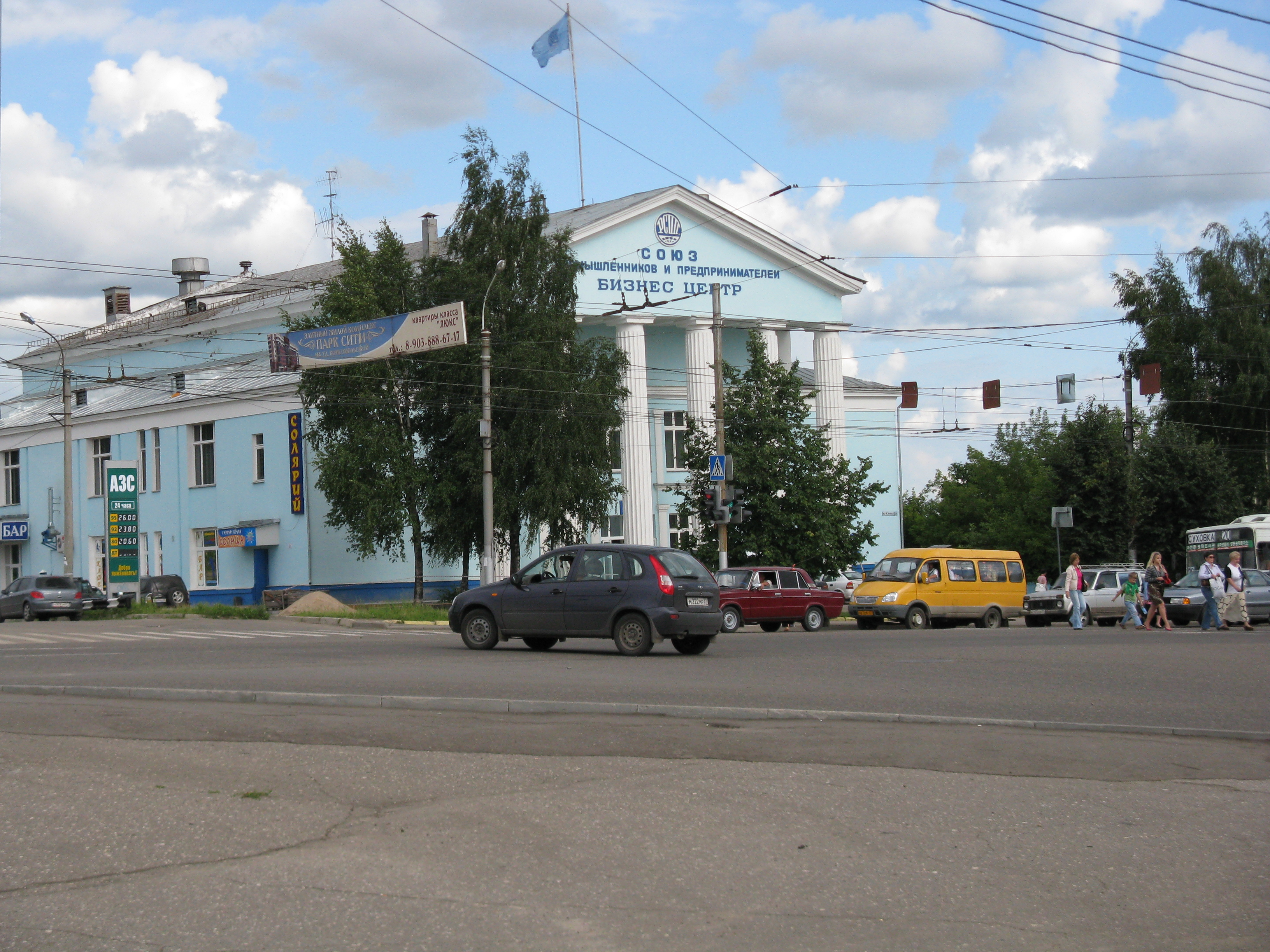
Союз промышленников и предпринимателей
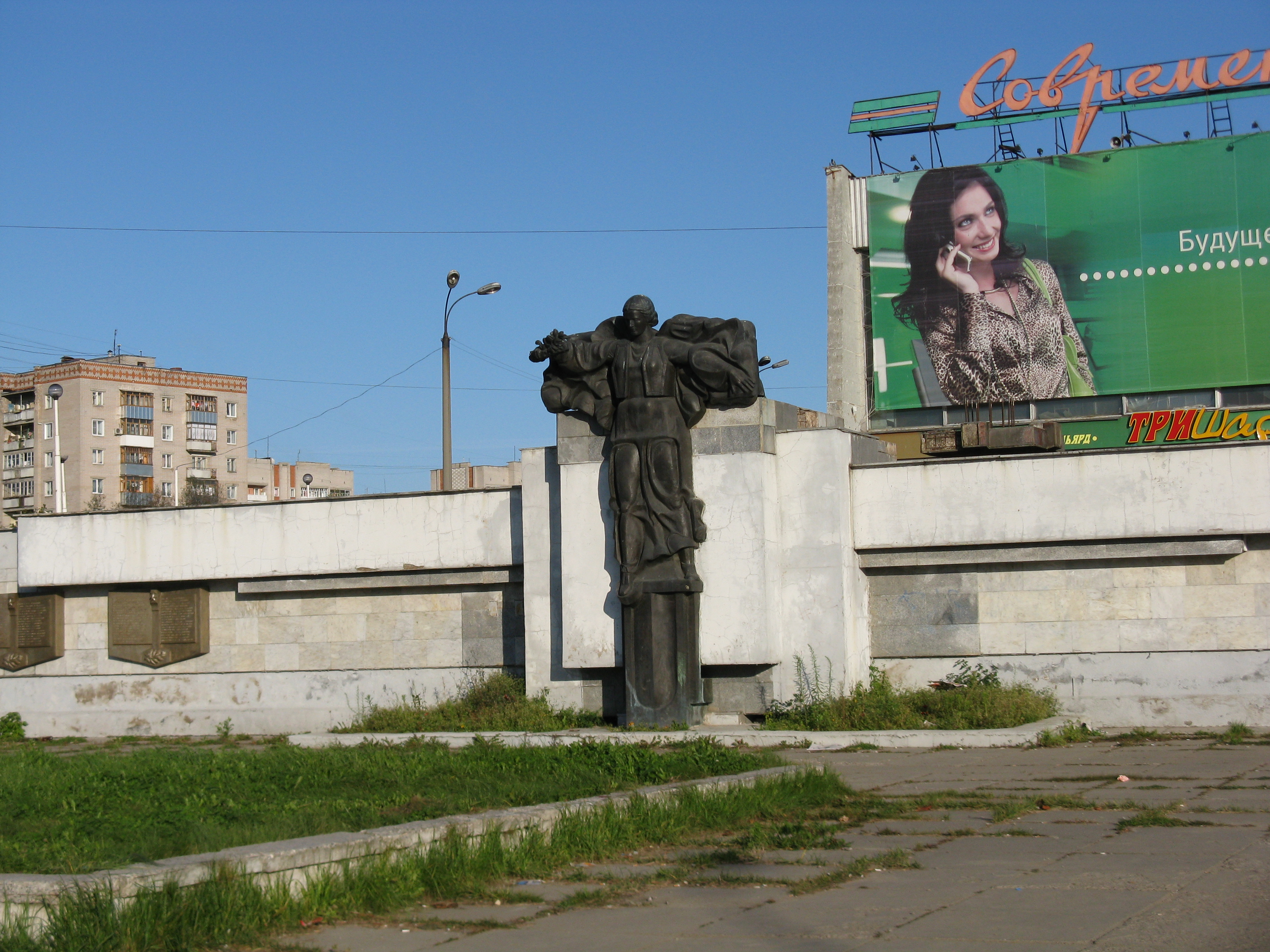
Монумент перед кинотеатром «Современник»
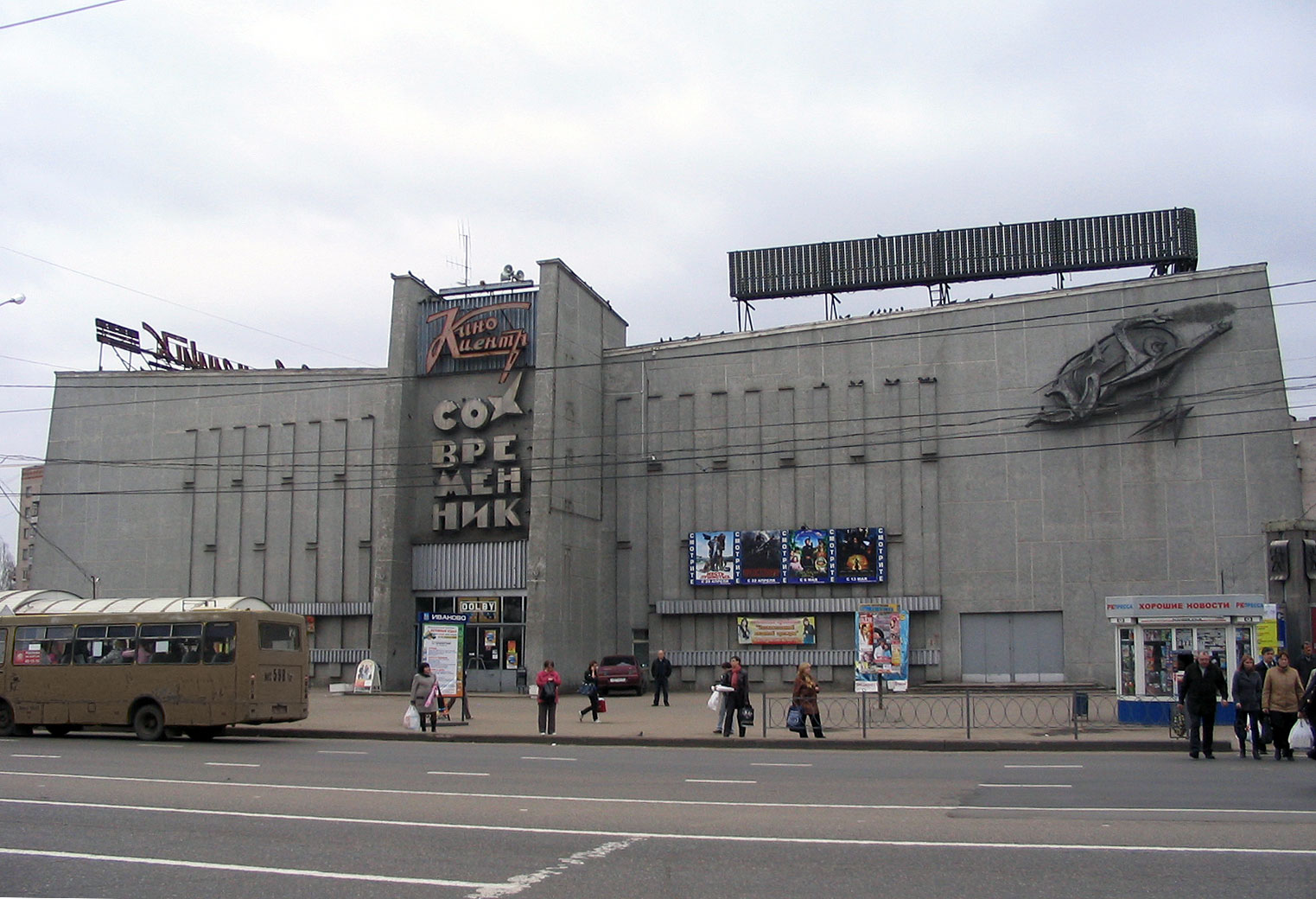
Кинотеатр «Современник»
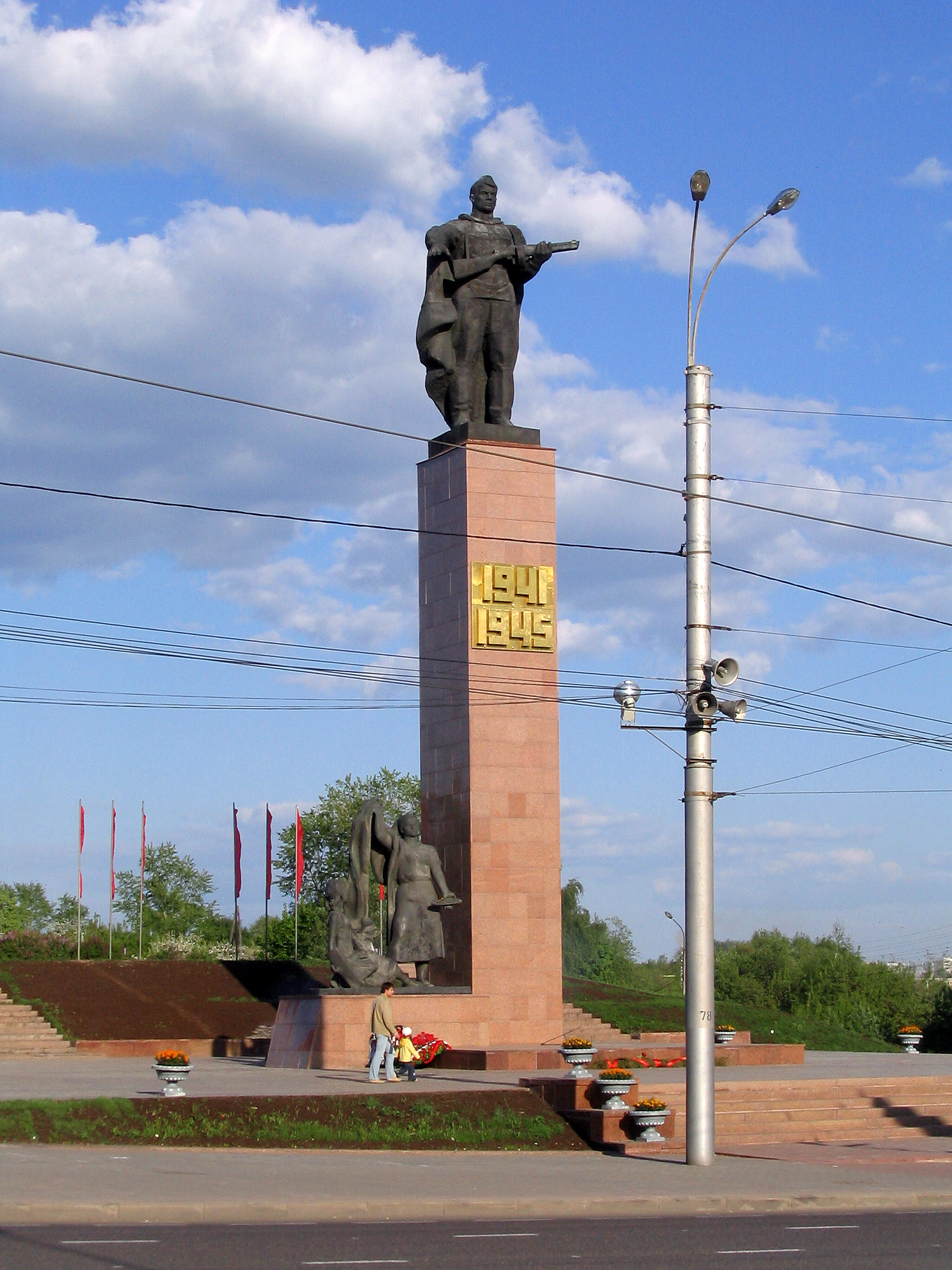
Памятник «Героям фронта и тыла»
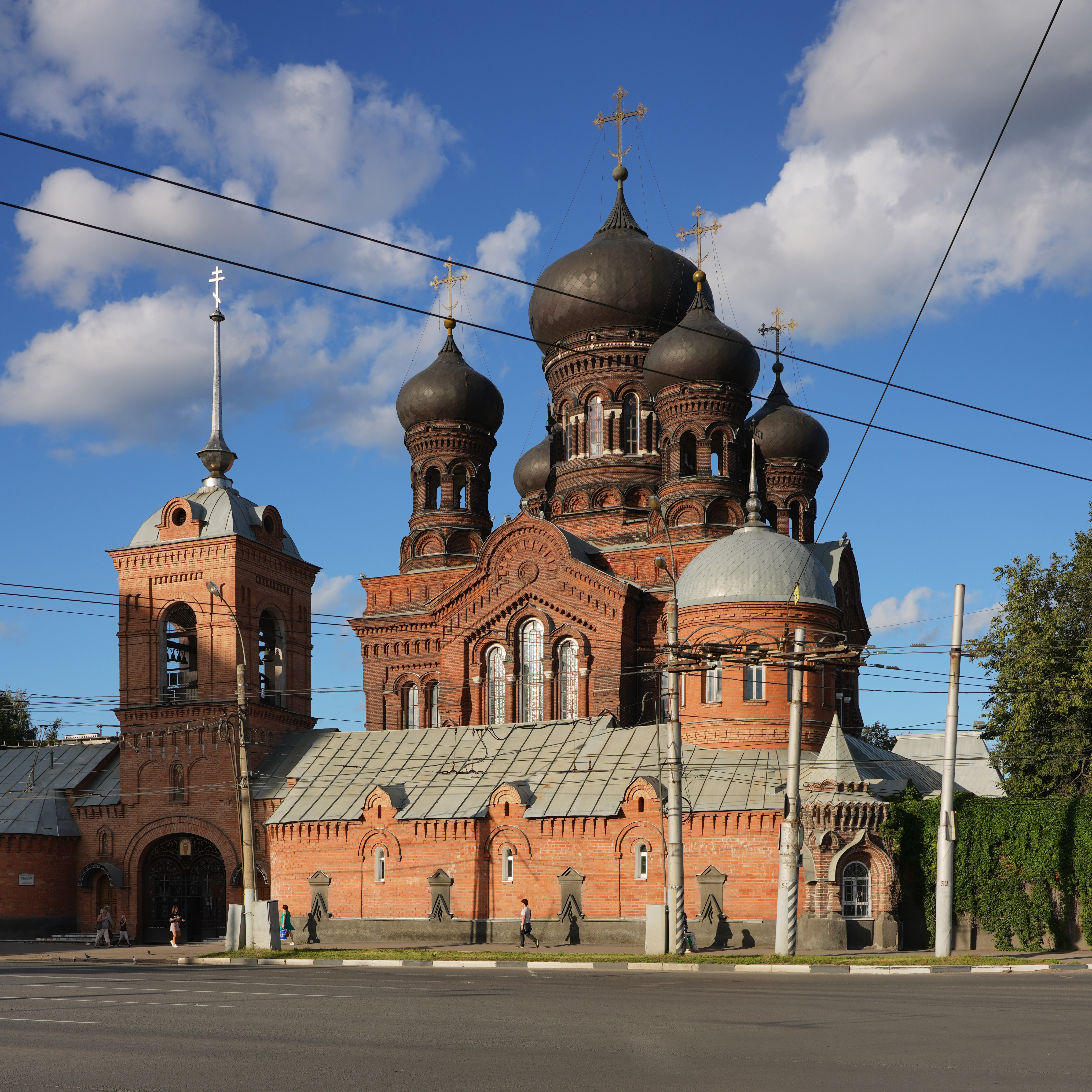
Свято-Введенский монастырь
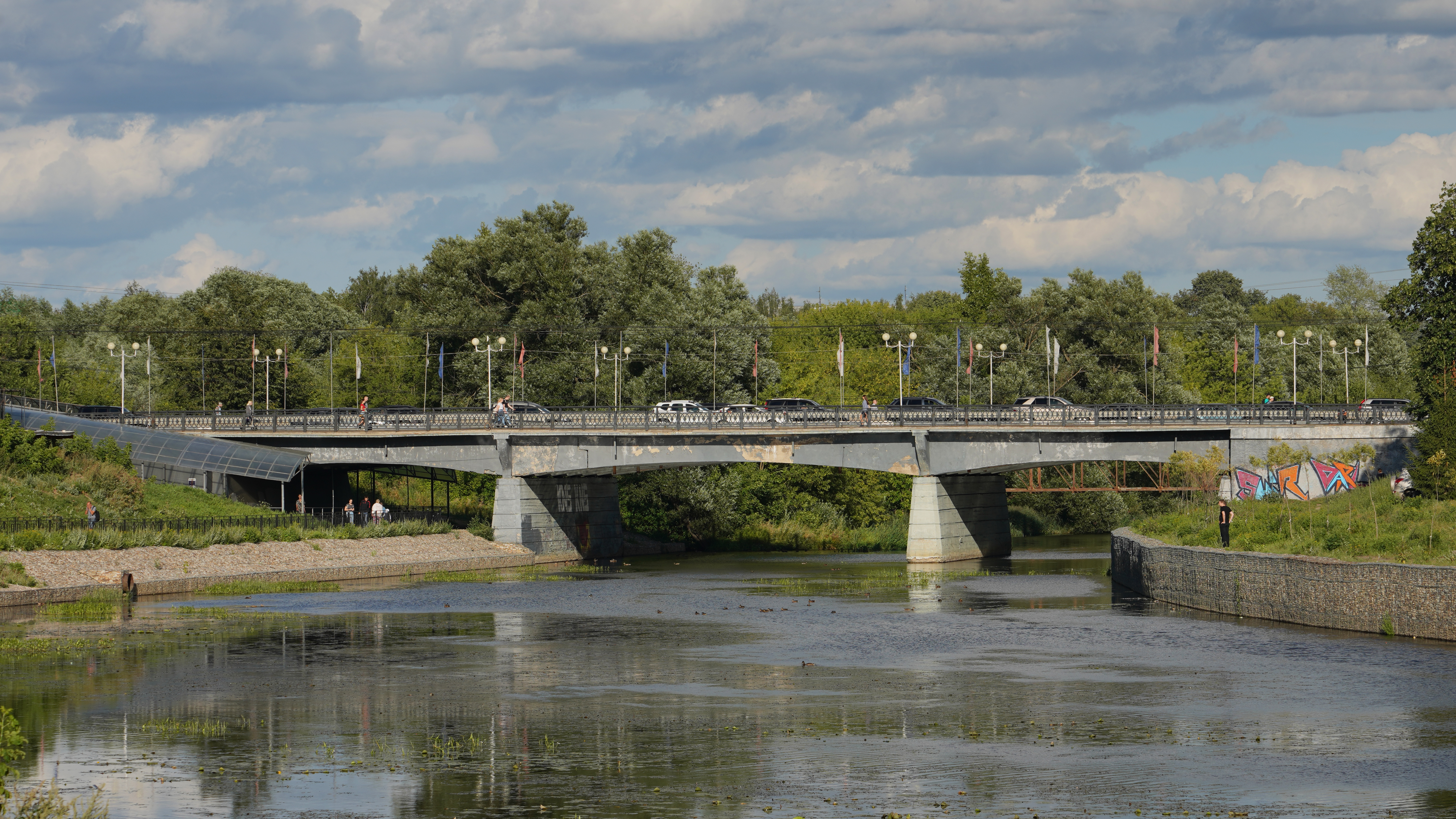
Соковский мост